# Циганка Роман
Роман Циганка (нар.1778 — пом.1830) — осавул Усть-Дунайського Буджацького і Дунайського козацьких військ.

## Життєпис
Роман Циганка народився в 1778 р. у місті Пліскові “ще за Польщі”. Разом з дядьком зайшов за сіллю “на солоні озера біля Кілії”, а потім пішов до турецьких запорожців. Пізніше одружився в Галаці з “волоською донькою Акулиною”.
На початку ХІХ ст. перебував у Задунайській Січі.
В кінці 1806 р. — початку 1807 р. був серед задунайських запорожців при турецькому назирі(управителю) у фортеці Браїлів.
1807 р. — мешкав в м.Галаці, де мав свій будинок, лавку, займався торгівлею. Там записався до Усть-Дунайського Буджацького війська.
Брав участь у російсько-турецькій війні 1806-1812 років.
Р.Циганка, як агент з вербування, брав активну участь в агітації та переселенні задунайців в межі Російської імперії.
1820 р. був серед тих старшин і козаків, що заснували село Акмангит, де за їх проектом мали розташовуватись Січ і Кіш.
У 1828 р. прийнятий на службу до Дунайського козацького війська, командував пішим полком, постачав війську зброю.
Брав участь у ліквідуванні чуми в м.Ізмаїлі.

## Цікаві факти
- Усть-дунайці, як колишні задунайські запорожці, знали, що на рівнині навколо Браїлова розташовувались досить заможні турецькі села, процвітання їх О.Ф.Ланжерон приписував виваженій політиці браїлівського паші. 1807 р. група усть-дунайців награбувала у турецького населення Браїлова 70 овець, 60 голів рогатої худоби, а Бучинський(кошовий усть-дунайських козаків) разом з осавулом Романом Циганкою продали всю цю худобу за 246 левів[6] і привласнили гроші.[7]
- 1828р. (на початку війни) буджацькі козаки через своїх депутатів Чорнобая та Циганку вимагають прав козаччини 1807р., вони принесли Воронцову заховані з 1807 року документи — це оригінал маніфеста Міхельсона та уповноваження Підлісецькому на формування Усть-Дунайського Буджацького війська. Ці документи, з погляду колишніх запорожців, забезпечують їх право автономії козаччини. 21 рік берегли вони ці документи і вважали їх дорогим скарбом, ховали в Бессарабії до слушного часу.[8][9]